# Patinaj viteză pe pistă scurtă la Jocurile Olimpice de iarnă din 2018
Probele sportive de patinaj viteză pe pistă scurtă la Jocurile Olimpice de iarnă din 2018 s-au desfășurat în perioada 9-25 februarie 2018 la Pyeongchang, Coreea de Sud la Arena de gheață Gangneung.

## Sumar medalii

### Clasament pe țări
| Loc   | Țară                             | Aur | Argint | Bronz | Total |
| ----- | -------------------------------- | --- | ------ | ----- | ----- |
| 1     | Coreea de Sud (KOR)              | 3   | 1      | 2     | 6     |
| 2     | Olanda (NED)                     | 1   | 2      | 1     | 4     |
| 3     | China (CHN)                      | 1   | 2      | 0     | 3     |
| 4     | Canada (CAN)                     | 1   | 1      | 3     | 5     |
| 5     | Italia (ITA)                     | 1   | 1      | 1     | 3     |
| 6     | Ungaria (HUN)                    | 1   | 0      | 0     | 1     |
| 7     | Statele Unite ale Americii (USA) | 0   | 1      | 0     | 1     |
| 8     | Sportivii Olimpici ai Rusiei     | 0   | 0      | 1     | 1     |
| Total | Total                            | 8   | 8      | 8     | 24    |

### Masculin
| Probă sportivă              | Aur                                                                              | Aur      | Argint                                                                      | Argint   | Bronz                                                                             | Bronz    |
| 500 metri detalii           | Wu Dajing · China (CHN)                                                          | 39,584   | Hwang Dae-heon · Coreea de Sud (KOR)                                        | 39,854   | Lim Hyo-jun · Coreea de Sud (KOR)                                                 | 39,919   |
| 1.000 metri detalii         | Samuel Girard · Canada (CAN)                                                     | 1:24,650 | John-Henry Krueger · Statele Unite ale Americii (USA)                       | 1:24,864 | Seo Yi-ra · Coreea de Sud (KOR)                                                   | 1:31,619 |
| 1500 metri detalii          | Lim Hyo-jun · Coreea de Sud (KOR)                                                | 2:10,485 | Sjinkie Knegt · Olanda (NED)                                                | 2:10,555 | Semion Elistratov Sportivii Olimpici ai Rusiei                                    | 2:10,687 |
| Ștafetă 5.000 metri detalii | Ungaria (HUN) · Shaoang Liu · Sándor Liu Shaolin · Viktor Knoch · Csaba Burján · | 6:31,971 | China (CHN) · Wu Dajing · Han Tianyu · Xu Hongzhi · Chen Dequan · Ren Ziwei | 6:32,035 | Canada (CAN) · Samuel Girard · Charles Hamelin · Charle Cournoyer · Pascal Dion · | 6:32,282 |

### Feminin
| Probă sportivă              | Aur                                                                                        | Aur      | Argint                                                                                | Argint   | Bronz                                                                                      | Bronz    |
| 500 metri detalii           | Arianna Fontana · Italia (ITA)                                                             | 42,569   | Yara van Kerkhof · Olanda (NED)                                                       | 43,256   | Kim Boutin · Canada (CAN)                                                                  | 43,881   |
| 1.000 metri detalii         | Suzanne Schulting · Olanda (NED)                                                           | 1:29,778 | Kim Boutin · Canada (CAN)                                                             | 1:29,956 | Arianna Fontana · Italia (ITA)                                                             | 1:30,656 |
| 1.500 metri detalii         | Choi Min-jeong · Coreea de Sud (KOR)                                                       | 2:24,948 | Li Jinyu · China (CHN)                                                                | 2:25,703 | Kim Boutin · Canada (CAN)                                                                  | 2:25,834 |
| Ștafetă 3.000 metri detalii | Coreea de Sud (KOR) · Shim Suk-hee · Choi Min-jeong · Kim Ye-jin · Kim A-lang · Lee Yu-bin | 4:07,361 | Italia (ITA) · Arianna Fontana · Lucia Peretti · Cecilia Maffei · Martina Valcepina · | 4:15,901 | Olanda (NED) · Suzanne Schulting · Yara van Kerkhof · Lara van Ruijven · Jorien ter Mors · | 4:03,471 |